# IC 5149
IC 5149 — галактика типу Sa (спіральна галактика) у сузір'ї Південна Риба.
Цей об'єкт міститься в оригінальній редакції індексного каталогу.